# أبدر (شيروان)
أبدر (بالفارسية: آبدر) هي قرية تقع في إيران في قسم شیروان الريفي. يقدر عدد سكانها بـ 91 نسمة .